# Die Filmwelt
Die Filmwelt war eine österreichische Zeitschrift, die zwischen 1919 und 1925 zweimal monatlich in Wien erschien. Sie führte die Nebentitel Illustrierte Kino Revue und von 1921 bis 1925 Offizielles Organ des Reichsbundes der Kinofreunde Österreichs. Verlegt wurde sie von der Zeitungsverlag Universale GmbH.